# Eilema fibriata
Eilema fibriata är en fjärilsart som beskrevs av John Henry Leech 1890. Eilema fibriata ingår i släktet Eilema och familjen björnspinnare. Inga underarter finns listade i Catalogue of Life.